# Črnivke
Črnivke (znanstveno ime Psathyrella) so rod gliv iz družine črnivkark (Psathyrellaceae). Znanstveno ime rodu Psathyrella je pomanjševalnica od Psathyra, ki izvira iz staro grške besede ψαθυρος, psathuros - krhek.

## Značilnosti
Črnivke so podobne rodovom tintovci (Coprinellus), tintovke (Coprinopsis), tintnice (Coprinus) in govnarji (Panaeolus). Vse vrste črnivk so nenavadno krhke in tako klobuk kot pecelj se zlomita z zelo malo truda. Za razliko od večine drugih listarjev (Agaricales) se njihovi klobuki zlahka zlomijo na trikotne kose. Klobuk je običajno tenko mesnat . Bet je votel in bele ali rumenkasto bele barve. Klobučki se ne utekočinijo tako kot pri tintovkah. Ponavadi imajo črn trosni prah, redkeje pa tudi rjavega. Te glive so zaradi medlih barv težko prepoznavne in vsi predstavniki pa veljajo za neužitne ali ničvredne za uživanje, zato so pogosto spregledani. Vendar so precej pogoste in se lahko pojavijo v času, ko je malo drugih gob.
Za identifikacijo vrste je potrebno upoštevati prisotnost in naravo kakršnih koli ostankov koprene na klobuku, ki so lahko vidni le pri zelo mladih gobah, barvo mladih gob, ki je pogosto bolj živa kot pri starejših, ali je klobuk higrofan (lahko je prosojno rjav ali oker v vlažnem stanju, vendar čisto motno bel, ko se posuši), in velikost trosov ter prisotnost in obliko cistid.
Črnivka Psathyrella aquatica najdena v Oregonu je edina gliva z lističasto trosovnico, ki obrodi pod vodo.

## Seznam črnivk Slovenije[4]
- peščinska črnivka (Psathyrella ammophila)
- nakosmičena črnivka (Psathyrella artemisiae)
- sloka črnivka (Psathyrella atomata)
- vinskordeča črnivka (Psathyrella bipellis)
- belobetna črnivka (Psathyrella clivensis)
- rdečeroba črnivka (Psathyrella corrugis)
- pavolasta črnivka (Psathyrella cotonea)
- žlebkasta črnivka (Psathyrella fibrillosa)
- velika črnivka (Psathyrella fusca)
- Gordonova črnivka (Psathyrella gordonii)
- gnojiščna črnivka (Psathyrella hirta)
- gladkoroba črnivka (Psathyrella laevissima)
- dimastolistna črnivka (Psathyrella leucotephra)
- dolgobetna črnivka (Psathyrella longipes)
- pegasta črnivka (Psathyrella maculata)
- konopčasta črnivka (Psathyrella microrhiza)
- bukova črnivka (Psathyrella murcida)
- kostanjasta črnivka (Psathyrella niveobadia)
- nažlebičena črnivka (Psathyrella noli-tangere)
- zgubana črnivka (Psathyrella obtusata)
- kolovozna črnivka (Psathyrella orbitarum)
- nagrbančena črnivka (Psathyrella pertinax)
- prevlečena črnivka (Psathyrella pervelata)
- prosojna črnivka (Psathyrella piluliformis)
- belkasta črnivka (Psathyrella potteri)
- travniška črnivka (Psathyrella prona)
- vitka črnivka (Psathyrella pseudogracilis)
- nabrazdana črnivka (Psathyrella senex)
- sivorjava črnivka (Psathyrella spadiceogrisea)
- rumenogrba črnivka (Psathyrella storea)
- zaobljena črnivka (Psathyrella subcernua)
- polzakrita črnivka (Psathyrella subnuda)
- vodenasta črnivka (Psathyrella tephrophylla)
- spomladanska črnivka (Psathyrella vernalis)